# Tepetates, Jalisco
Tepetates är en ort i Mexiko.   Den ligger i kommunen Amatitán och delstaten Jalisco, i den centrala delen av landet, 500 km väster om huvudstaden Mexico City. Tepetates ligger 1 223 meter över havet och antalet invånare är 238.
Terrängen runt Tepetates är kuperad. Runt Tepetates är det tätbefolkat, med 276 invånare per kvadratkilometer. Närmaste större samhälle är Amatitán, 7,3 km väster om Tepetates. I omgivningarna runt Tepetates växer huvudsakligen savannskog.